# رگدی رز
رگدی رُز (انگلیسی: Raggedy Rose) یک فیلم کمدی صامت آمریکایی است که در سال ۱۹۲۶ منتشر شد.

## بازیگران
- استن لورل
- جیمز فینلیسون
- میبل نورماند
- کارل میلر
- ماکس داویدسون
- آنیتا گاروین
- جری مندی
- لورا لاوارنی